# Operclipygus confertus
Operclipygus confertus (лат.) — вид мелких жуков-карапузиков из подсемейства Histerinae, (Exosternini). Южная Америка.

## Описание
Длина 1,56—1,84 мм, ширина 1,19—1,40 мм. Цвет красновато-коричневый. От близких видов отличается следующими признаками: латеральная субмаргинальная пронотальная полоса слегка укорочена сзади; лобная полоса слабо килеватая, разделяет вдавленные эпистом и лоб; пронотальное прескутеллярное вдавление представлено тонким, полосовидным отпечатком, примерно такой же длины, как и щитик. Вид был впервые описан в 2013 году энтомологами Майклом Катерино (Michael S. Caterino) и Алексеем Тишечкиным (Santa Barbara Museum of Natural History, Санта-Барбара, США). Вид O. confertus был отнесён к группе видов Operclipygus hospes, близок к видам Operclipygus curtistrius и Operclipygus novateutoniae. Он также похож на Operclipygus gratus, Operclipygus hospes и Operclipygus ignifer, особенно разделяя их крупное прескутеллярное вдавление. Однако медиовентральный отросток эдеагуса совершенно иной. Внешне ни у одного из этих видов эпистом не вдавлен так сильно, как у Operclipygus confertus.